# Bourride

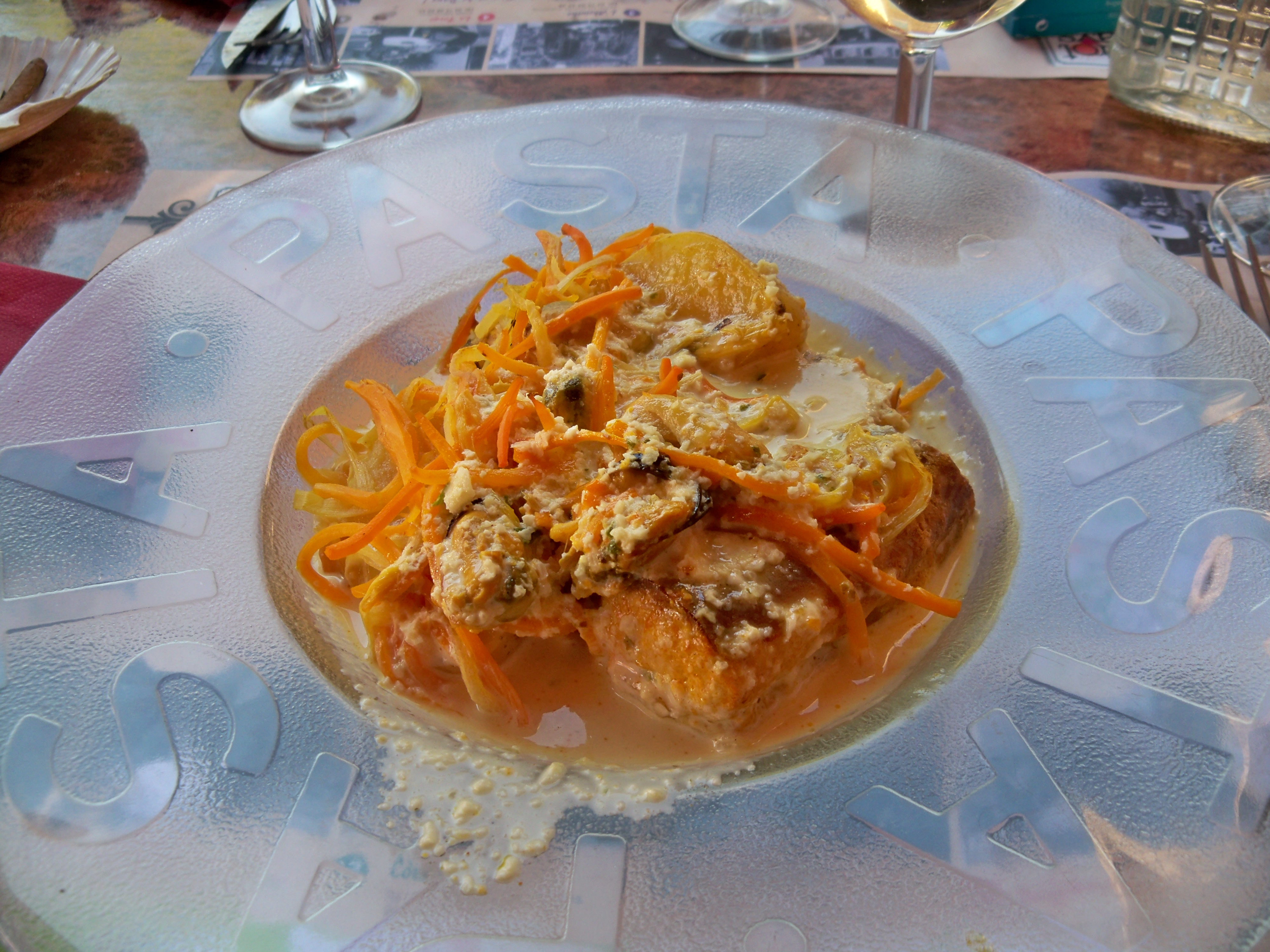
Bourride de marisco, especialidad provenzal.

La bourride es una especialidad gastronómica de la ciudad francesa de Sète (en el departamento del Hérault). Su nombre viene de bourrido que en el idioma provenzal quiere decir hervido. Está emparentada con la otra gran sopa provenzal: la bouillabaisse.
Se empieza por un estofado de pescados blancos (en particular de rape) a los que se les añade una brunoise de verduras (apio, puerros, zanahorias y cebollas por lo general). La salsa se espesa con mahonesa y se presenta con picatostes untados en ajo.